# Айнське
Айнське (рос. Айнское) — село у Томарінському міському окрузі Сахалінської області Російської Федерації.
Населення становить 29 осіб (2013).

## Історія
З 1905 по 3 вересня 1945 року у складі губернаторства Карафуто Японії, відтак у складі Томарінського міського округу Сахалінської області.

## Населення
| 2002 | 2010 | 2013 |
| ---- | ---- | ---- |
| 111  | ↘36  | ↘29  |